# Adolfus alleni
Espèce
Synonymes
- Algiroides alleni Barbour, 1914

Statut de conservation UICN

 NT  : Quasi menacé
Adolfus alleni est une espèce de sauriens de la famille des Lacertidae.

## Répartition
Cette espèce se rencontre au Kenya et en Ouganda.

## Étymologie
Cette espèce est nommée en l'honneur de Glover Morrill Allen.

## Publication originale
- Barbour, 1914 : Some new reptiles. Proceedings of the New England Zoological Club, vol. 4, p. 95-98 (texte intégral).